# Gibara
Gibara (hay Jibara, từng có tên Punta del Yarey và Yarey de Gibara) là một thành phố ở duyên hải phía bắc tỉnh Holguín, Cuba. Gibara là thành phố cảng phục vụ tỉnh lỵ Holguín.
Tuyến đường sắt chạy theo hướng nam-tây nam nối thành phố này với Holguín và Cacocum (nơi tuyến này nối với tuyến chính giữa Santiago de Cuba và La Habana). Phía sau thành phố là ba ngọn đồi có đỉnh đá: Silla, Pan và Tabla là những địa danh được Columbus ghi chép trong chuyến đi đầu tiên (nguồn khác cho rằng địa danh mà Christopher Colombus ghi chép là El Yunque gần Baracoa). Tên gọi "Jibara" là một từ gốc Taíno có nghĩa là "núi". Bao quanh thành phố là một tường thành đá được người Tây Ban Nha xây để chống lại sự tấn công của quân nổi loạn vào giai đoạn 1868-78.

## Thông tin nhân khẩu
Năm 2004, đô thị Gibara có dân số 72.810 người. Diện tích là 630 km² (243,2 mi²), với mật độ dân số là 115,6người/km² (299,4người/sq mi).
Đô thị này được chia thành các phường (barrio) Arroyo Blanco, Blanquizal, Bocas, Candelaria, Cantimplora, Cupeycillos, Palmita, Rabón.